# Liste des diocèses catholiques en Angleterre-et-Galles
Ne doit pas être confondu avec Liste des diocèses de l'Église d'Angleterre.

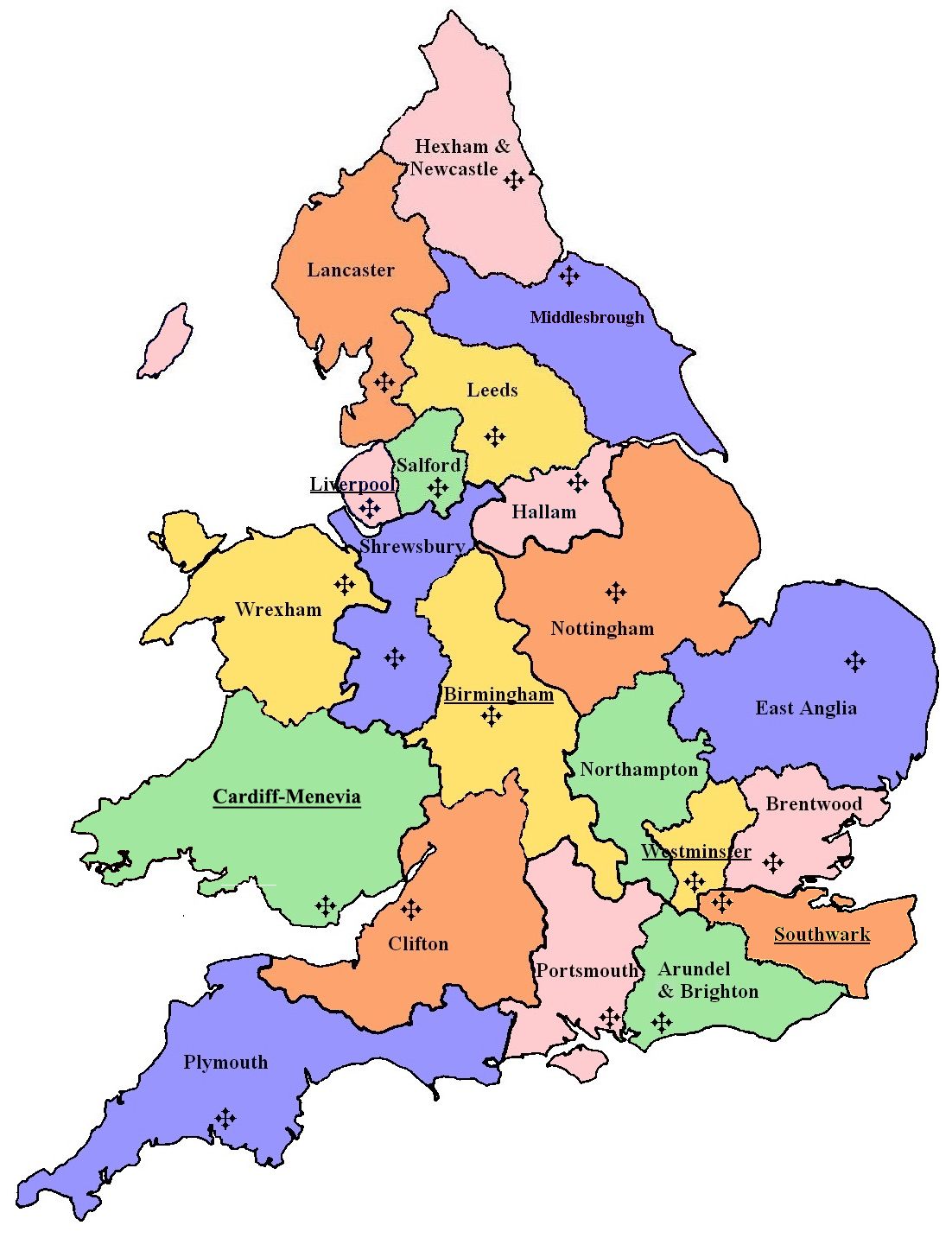
Carte des diocèses d'Angleterre-et-Galles.

Les diocèses catholiques ont été restaurés en Angleterre-et-Galles par le pape Pie IX en 1850 par la bulle Universalis Ecclesiae (en). Les 21 diocèses actuels sont regroupés en cinq provinces ecclésiastiques, chacune dirigée par un archevêque. L'ensemble forme le territoire d'une seule conférence épiscopale, la Conférence des évêques catholiques d'Angleterre-et-Galles, ayant à sa tête l'archevêque de Westminster. L'Écosse a sa propre conférence épiscopale, et les évêques dont le diocèse s'étend en Irlande du Nord dépendent d'une unique conférence des évêques irlandais.

## Actuels

### Province ecclésiastique de Birmingham
La province est constituée lorsque l'évêque de Birmingham est élevé au rang d'archevêque en 1911.
| Diocèse                            | Cathédrale                                                            | Créé en | Titulaire                                        |
| ---------------------------------- | --------------------------------------------------------------------- | ------- | ------------------------------------------------ |
| Archidiocèse de Birmingham         | St Chad de Birmingham                                                 | 1850    | Bernard Longley depuis 2009 (prédécesseurs)      |
| Diocèse de Clifton                 | Saints-Pierre-et-Paul de Clifton                                      | 1850    | Bosco MacDonald (en) depuis 2024 (prédécesseurs) |
| Diocèse de Shrewsbury              | N.-D. Secours des chrétiens et Saint Pierre d'Alcántara de Shrewsbury | 1850    | Mark Davies depuis 2010 (prédécesseurs)          |
| Diocèses                           |                                                                       |         |                                                  |
| Carte de la province de Birmingham |                                                                       |         |                                                  |

### Province ecclésiastique de Cardiff-Menevia
La province est constituée lorsque l'évêque de Newport et Menevia est élevé au rang d'archevêque de Cardiff en 1916. En 2024, les diocèses de Cardiff et Menevia fusionnent pour former l'archidiocèse de Cardiff-Menevia.
| Diocèse                                      | Cathédrale                         | Créé en | Titulaire                                  |
| -------------------------------------------- | ---------------------------------- | ------- | ------------------------------------------ |
| Archidiocèse de Cardiff-Menevia              | Saint-David de Cardiff             | 1850    | Mark O'Toole depuis 2022 (prédécesseurs)   |
| Diocèse de Wrexham                           | Notre-Dame-des-Douleurs de Wrexham | 1987    | Peter Brignall depuis 2012 (prédécesseurs) |
| Diocèses                                     |                                    |         |                                            |
| Carte de la province de Cardiff (avant 2024) |                                    |         |                                            |

### Province ecclésiastique de Liverpool
La province est constituée lorsque l'évêque de Liverpool est élevé au rang d'archevêque en 1911.
| Diocèse                           | Cathédrale                    | Créé en | Titulaire                                                         |
| --------------------------------- | ----------------------------- | ------- | ----------------------------------------------------------------- |
| Archidiocèse de Liverpool         | Christ-Roi de Liverpool       | 1850    | John Sherrington (en) depuis avril 2025 ; voir ses prédécesseurs) |
| Diocèse de Hallam                 | Sainte Marie de Sheffield     | 1980    | Ralph Heskett (en) depuis 2014 (prédécesseurs)                    |
| Diocèse de Hexham et Newcastle    | Sainte Marie de Newcastle     | 1850    | Stephen Wright (en) depuis 2023 (prédécesseurs)                   |
| Diocèse de Lancaster              | Saint-Pierre de Lancaster     | 1924    | Paul Swarbrick (en) depuis 2018 (prédécesseurs)                   |
| Diocèse de Leeds                  | Sainte-Anne de Leeds          | 1878    | Marcus Stock (en) depuis 2014 (prédécesseurs)                     |
| Diocèse de Middlesbrough          | Sainte-Marie de Middlesbrough | 1878    | Terence Drainey (en) depuis 2007 (prédécesseurs)                  |
| Diocèse de Salford                | Saint Jean de Salford         | 1850    | John Arnold depuis 2014 (prédécesseurs)                           |
| Diocèses                          |                               |         |                                                                   |
| Carte de la province de Liverpool |                               |         |                                                                   |

### Province ecclésiastique de Southwark
La province est constituée lorsque l'évêque de Southwark est élevé au rang d'archevêque en 1965.
| Diocèse                           | Cathédrale                                  | Créé en | Titulaire                                        |
| --------------------------------- | ------------------------------------------- | ------- | ------------------------------------------------ |
| Archidiocèse de Southwark         | Saint-George de Southwark                   | 1851    | Peter Smith depuis 2010 (prédécesseurs)          |
| Diocèse d'Arundel et Brighton     | Notre-Dame et Saint Philip Howard d'Arundel | 1965    | Richard Moth depuis mars 2015 (prédécesseurs)    |
| Diocèse de Plymouth               | Sainte-Marie et Saint-Boniface de Plymouth  | 1850    | Vacant depuis le 24 février 2025 (prédécesseurs) |
| Diocèse de Portsmouth             | Saint-Jean-l'Évangéliste de Portsmouth      | 1882    | Philip Egan depuis 2012 (prédécesseurs)          |
| Diocèses                          |                                             |         |                                                  |
| Carte de la province de Southwark |                                             |         |                                                  |

### Province ecclésiastique de Westminster
| Diocèse                             | Cathédrale                                          | Créé en | Titulaire                                                |
| ----------------------------------- | --------------------------------------------------- | ------- | -------------------------------------------------------- |
| Archidiocèse de Westminster         | Très Précieux Sang de Westminster                   | 1850    | Vincent Nichols depuis 2009 (prédécesseurs)              |
| Diocèse de Brentwood                | Sainte-Marie-et-Sainte-Hélène de Brentwood          | 1917    | Alan Williams (en) depuis 2014 (prédécesseurs)           |
| Diocèse d'Est Anglie                | Saint-Jean-Baptiste de Norwich                      | 1976    | Peter Collins (en) depuis 2022 (prédécesseurs)           |
| Diocèse de Northampton              | Notre-Dame-Immaculée-et-Saint-Thomas de Northampton | 1850    | David Oakley (en) depuis 2020 (prédécesseurs)            |
| Diocèse de Nottingham               | Saint-Barnabé de Nottingham                         | 1850    | Patrick Joseph McKinney (en) depuis 2015 (prédécesseurs) |
| Province of Westminster.png         |                                                     |         |                                                          |
| Carte de la province de Westminster |                                                     |         |                                                          |

### Autres diocèses ou assimilés
| Juridiction                                             | Territoire                   | Église principale                                                                 | Créée en | Titulaire                          |
| ------------------------------------------------------- | ---------------------------- | --------------------------------------------------------------------------------- | -------- | ---------------------------------- |
| Éparchie de la Sainte-Famille de Londres des Ukrainiens | Grande-Bretagne              | Cathédrale catholique ukrainienne de Londres (dédiée à la Sainte Famille en exil) | 1957     | Kenneth Nowakowski depuis 2020     |
| Ordinariat militaire de Grande-Bretagne                 | Grande-Bretagne              | Saint-Michel-et-Saint-George d'Aldershot                                          | 1976     | Paul James Mason (en), depuis 2018 |
| Ordinariat personnel de Notre-Dame de Walsingham        | Angleterre et pays de Galles | Église Notre-Dame-de-l'Assomption-et-Saint-Grégoire (en)                          | 2011     | David Waller (en) depuis 2024      |
| Éparchie de Preston des Syro-Malabars                   | Grande-Bretagne              | Cathédrale syro-malabare (en) Alphonsine-de-l’Immaculée                           | 2016     | Joseph Srampickal (en) depuis 2016 |

## Historique
Avant la Réforme l'Église médiévale d'Angleterre était également organisée en diocèses. Environ la moitié des cathédrales diocésaines étaient également des monastères, le prieur remplissant les fonctions de doyen de la cathédrale. Les autres étaient servis par un collège de chanoines «séculiers» - des prêtres non monastiques vivant sans règle de vie fixe. Les deux types avaient souvent des fondations saxonnes. Les diocèses qui existent aujourd'hui dans l'Église d'Angleterre sont indiqués en caractères gras.
|                               |
| Les diocèses au VIIIe siècle. |

|                             |
| Les diocèses au IXe siècle. |

|                            |
| Les diocèses au Xe siècle. |

| Diocèse                          | Créée en / déplacé en                    | Monastique ou séculier            | Remarques |
| -------------------------------- | ---------------------------------------- | --------------------------------- | --- |
| Cantorbéry                       | 597                                      | Monastique                        | Aussi appelé archevêque de Kent à l'époque anglo-saxonne. |
| Rochester                        | 604                                      | Monastique                        | Aussi appelé évêque du West Kentish à l'époque anglo-saxonne. |
| Londres                          | 604                                      | Séculier                          | Les archevêques de Londres avaient existé auparavant; aussi appelé évêque des Saxons de l'Est ou d'Essex à l'époque anglo-saxonne. |
| York                             | 626                                      | Séculier                          | Aussi appelé évêque de Northumbrie ou des Northumbrians, ou de Deira à l'époque anglo-saxonne. |
| Dunwich                          | 631                                      | Monastique                        | Absorbé par le diocèse d'Elmham en 950; aussi appelé évêque des Angles de l'Est à l'époque anglo-saxonne. |
| Dorchester / Winchester          | 634 660 (Winchester)                     | Monastique                        | Aussi appelé évêque de Wessex à l'époque anglo-saxonne. |
| Lindisfarne / Durham             | 635 883 (Chester-le-Street) 995 (Durham) | Monastique                        | Aussi appelé appelé évêque de Bernicie à l'époque anglo-saxonne. |
| Mercie / Lichfield               | 656 (Repton) 669 (Lichfield)             | Monastique / Séculier             | Après 1075, le siège était parfois Coventry ou Chester ; à l'époque anglo-saxonne appelé évêque de Mercie à l'époque anglo-saxonne. Brièvement élevé au rang d'archevêché à la fin du VIIIe siècle, sous l'influence du roi Offa de Mercie. |
| Elmham / Thetford / Norwich      | 672 1072 (Thetford) 1091 (Norwich)       | Séculier? / Monastique            | Issu du diocèse de Dunwich |
| Hereford                         | 676                                      | Séculier                          | Aussi appelé évêque du Magonsæte à l'époque anglo-saxonne. |
| Lindsey                          | 678                                      | Séculier                          | Fusionné avec Dorchester, v. 1010 ; aussi appelé évêque des Lindisfaras. |
| Ripon                            | 678                                      | Séculier                          | Un seul évêque; fusionné avec York avant 700. |
| Worcester                        | 680                                      | Monastique                        | Aussi appelé évêque du Hwicce à l'époque anglo-saxonne. |
| Leicester / Dorchester / Lincoln | 681 878 (Dorchester) 1072 (Lincoln)      | ?                                 | |
| Selsey / Chichester              | 681 1075 (Chichester)                    | Monastique, puis séculaire (1075) | L'abbaye de Selsey a été fondée en 681 et était la cathèdre du royaume de Sussex . Ce siège a duré jusqu'en 685, et de 686 à 705 a été fusionné dans le diocèse de Winchester , mais a été réaffirmé en 706. L'évêché a été déplacé à Chichester par ordre du Conseil de Londres en 1075 ; les évêques étaient auparavant également connus comme évêque de Sussex ou des Saxons du Sud à l'époque anglo-saxonne. |
| Hexham                           | 685                                      | Monastique                        | Absorbé par le diocèse de Lindisfarne en 854. |
| Sherborne / Salisbury            | 705 1078 (Salisbury)                     | Monastique, puis séculaire (1078) | En 910, division du diocèse de Sherborne en trois sièges correspondant chacun à un comté : Crediton pour le Devon, Sherborne pour le Dorset et Wells pour le Somerset. En 1050, l'évêque de Crediton Leofric, également évêque de Cornouailles, fusionne ses deux diocèses et s'installe à Exeter. |
| Cornouailles                     | vers 850                                 | Monastique                        | Il est unifié avec l'évêché de Crediton, qui couvre le Devon, et son siège déplacé à Exeter en 1050. |
| Tawton / Crediton / Exeter       | 905 909 (Crediton) 1050 (Exeter)         | Séculier                          | Issu de la division du diocèse de Sherborne. |
| Bath et Wells                    | 909                                      | Monastique / Séculier             | Bath était monastique et Wells un collège de chanoines séculiers ; de 909 à 1090, le siège était Wells, puis de 1090 à 1245, Bath était généralement le siège, et à partir de 1245, les deux places devinrent des sièges communs, bien que Wells gagne en prééminence; aussi appelé évêque du Somerset ou évêque du Somersaetas à l'époque anglo-saxonne.                                                        |
| Ramsbury                         | 909                                      | ?                                 | Séparation de Winchester, réabsorbé dans Sherborne en 1058. |
| St Théleau / Llandaff            | 982 1115 (Llandaff)                      | Monastique                        | Maintenant un diocèse de l'Église au pays de Galles. |
| Bangor                           | 1081                                     | Monastique                        | Maintenant un diocèse de l'Église au pays de Galles. |
| Ely                              | 1108                                     | Monastique                        | |
| St David                         | 1115                                     | Séculier                          | Maintenant un diocèse de l'Église au pays de Galles. |
| Carlisle                         | 1133                                     | Monastique                        | |
| St Asaph                         | 1141                                     | Monastique                        | Maintenant un diocèse de l'Église au pays de Galles. |
| Sodor et Man                     | 1400                                     | ?                                 | |

En italique : date de mise sous tutelle de la juridiction anglaise
En gras : diocèse existant actuellement, transféré dans l'Église d'Angleterre au XVIe siècle.